# Skrad
Skrad je općina u Hrvatskoj. Nalazi se u Primorsko-goranskoj županiji.

## Zemljopis
Zauzima površinu od 53,85 km2 i prostorno je jedna od manjih jedinica lokalne samouprave na području Primorsko-goranske županije, gdje čini samo 1,50 % sveukupne površine te Županije. Nalazi se u središnjem području Gorskog kotara, koji je zbog prometne otvorenosti i tranzitnog značenja, kao najvažnije gospodarsko-geografske osobine definiran prije svega važnošću prometno-transportnih funkcija.
Naselje Skrad nalazi se u središnjem dijelu istoimene Općine. Samostalna naselja na području Općine Skrad su: Belski Ravan, Brezje Dobransko, Bukov Vrh, Bukovac Podvrški, Buzin, Divjake, Gorani, Gorica Skradska, Gornja Dobra, Gramalj, Hlevci, Hosnik, Hribac, Mala Dobra, Malo Selce, Pečišće, Planina Skradska, Podslemeni Lazi, Podstena, Pucak, Raskrižje, Rasohe, Resnatac, Rogi, Skrad, Sleme Skradsko, Trški Lazi, Tusti Vrh, Veliko Selce, Vrh Brodski, Zakrajc Brodski i Žrnovac.

## Stanovništvo
Na području Općine Skrad prema popisu stanovnika iz 2001. godine živi 1.333 stanovnika. Gustoća naseljenosti za područje Općine Skrad iznosi 24,7 stanovnika po km2, dok prosječna starost stanovnika iznosi 47 godina.
| broj stanovnika | 1834  | 1733  | 1763  | 1747  | 1778  | 1962  | 1901  | 1962  | 2002  | 2026  | 2039  | 2021  | 1759  | 1549  | 1333  | 1062  | 858   |
|                 | 1857. | 1869. | 1880. | 1890. | 1900. | 1910. | 1921. | 1931. | 1948. | 1953. | 1961. | 1971. | 1981. | 1991. | 2001. | 2011. | 2021. |

| broj stanovnika | 217   | 256   | 289   | 259   | 319   | 335   | 400   | 406   | 448   | 509   | 598   | 818   | 873   | 885   | 836   | 694   | 568   |
|                 | 1857. | 1869. | 1880. | 1890. | 1900. | 1910. | 1921. | 1931. | 1948. | 1953. | 1961. | 1971. | 1981. | 1991. | 2001. | 2011. | 2021. |

## Povijest
Godine 1694. prvi je put zabilježeno ime Skrad. Skrad je osnovan kad je osam kmetova od vlastelinstva u Brodu na Kupi dobilo zemlju i pravo da osnuju naselje. Novo je naselje u upravnom pogledu potpadalo pod sučiju u Velikom Selcu. Poznato je da je područje današnje općine Skrad bilo naseljeno znatno ranije, ali je u naletima turskih pljačkaških četa opustošeno, posebice tijekom 16. stoljeća. Dio stanovništva tada je stradao, dio su Turci odveli u ropstvo, a jedan se dio spasio bijegom preko Kupe u Sloveniju. Kad su u 17. stoljeću naleti Turskih pljačkaša prestali, Brodsko je vlastelinstvo počelo obnavljati opustošena sela. Iz Slovenije su se vratili potomci prebjega i donijeli ovamo kajkavski dijalekt koji je potisnuo čakavštinu kojom se u Gorskom kotaru govorilo prije Turskih pustošenja. Novi je dijalekt, poznat kao goranska kajkavština, ostao sve do danas.
Skrad se tijekom 18. stoljeća vrlo sporo razvijao pa je još 1805. imao 13 kuća, 14 obitelji i 114 stanovnika. Ključni se poticaj u razvitku Skrada zbio kad je kroza nj sagrađena u svoje vrijeme vrlo moderna cesta što je povezala Rijeku s Karlovcem. Kroz Skrad cesta je sagrađena 1806. godine, odnosno točno prije 200 godina, a do Netretića kod Karlovca 1809. godine. Nastavak radova prekinuo je rat u koji je Europu uvukao francuski car Napoleon 1. Francuzi su novu cestu dovršili do Karlovca i nazvali je po Napoleonovoj supruzi Mariji Lujzi, Lujzinskom cestom. Za razvitak Skrada ni jedan događaj nije toliko značajan kao dovršenje Lujzinske ceste. Novom se cestom odvijao živ promet. Procjenjuje se da je njome dnevno prolazilo i do 1000 vozila. U prijevozništvo se uključivalo i lokalno stanovništvo sa svojim zaprežnim vozilima, a u Skradu je otvoreno konačište za putnike i staje za stoku i vozila koja su prometovala cestom. Skrađani su tako vrlo rano naučili poslovati sa strancima pa im ugošćavanje putnika nije od tada bilo strano.
Drugi važan poticaj za napredak Skrada zbio se 1873. godine kad je dovršena željeznička pruga, koja je također prošla kroz Skrad, povezavši panonsku unutrašnjost Hrvatske s lukom u Rijeci. Skrad se tako našao na dvjema važnim prometnicama koje su, svaka na svoj način, obilježile život i razvitak Skrada tijekom 19. i u 20. stoljeću. Zahvaljujući prometnoj povezanosti i prirodnim ljepotama kraja te povoljnim klimatskim utjecajima na život i zdravlje ljudi, Skrad je početkom 20. stoljeća postao poznato turističko odredište u koje su ljudi dolazili na oporavak i liječenje, u povoljnim planinskim uvjetima, bolesti dišnih organa. Zato i jest u Skradu već 1914. godine osnovano Društvo za promet stranaca koje se brinulo da se mjesto što bolje pripremi za prihvaćanje gostiju što su ovamo dolazili na odmor, oporavak i klimatsko liječenje.
Razdoblje do početka Drugog svjetskog rata doživljava se kao zlatno doba skradskog turizma i općeg napretka. U tomu je razdoblju, 1920. godine otvoren hotel "Zeleni vir", 1921. godine sagrađena je hidro centrala u Zelenom viru, otvoren je pansion "Verin bor" koji je uređen i vođen na razini tada poznatih švicarskih pansiona, sagrađeni su objekti za oporavak i odmor na Šiljaru, razvijao se turizam i kao privatna djelatnost. U Skrad su tada dolazili turisti na odmor, oporavak i liječenje iz mnogih dijelova tadašnje države.
Nakon Drugog svjetskog rata Skrad je svoj turistički razvitak zasnivao na tranzitnom turizmu. Kada je u novije vrijeme otvorena nova, suvremena auto-cesta Rijeka-Zagreb, koja je mimoišla Skrad, u životu mjesta nastao je zastoj jer je izostao promet koji je bio važan za njegov razvitak.

## Gospodarstvo
Glavne gospodarske djelatnosti na području Općine Skrad su turizam i ugostiteljstvo te šumarstvo. 
Uz njih pojavljuje se sve veći broj malih i srednjih poduzetnika, pa trenutno na području Općine ima tridesetak malih poduzetnika. 
Glavni zamašnjak razvoja malog gospodarstva i poduzetništva je Poduzetnički inkubator PINS koji je osnovan 1996. godine i čiji je osnivač Općina Skrad.
Općina Skrad odlučila se da je strateški pravac razvoja Skrada turizam. Stoga je 2006. napravljen i usvojen Plan razvoja turizma Skrada 2007. – 2015. godine.

## Spomenici i znamenitosti
- Zaštićeni krajolik "Zeleni vir" i Vražji prolaz".
- Zeleni vir (345 m) je snažan izvor u dnu plitke spilje što se nalazi podno sedamdesetak metara visoke, živopisne stijene niz koju se ruši planinski potok.
- Vražji prolaz - kroz usku guduru, jedva dva metra široku, među stijenama visokim do stotinjak metara, probija se planinski potok Jasle. Nad njim na nosačima usječenim u živu stijenu, načinjene su galerije i mostići kojima se prolazi sve do spilje Muževa hišica.

## Obrazovanje
Prve detaljnije zapise Skrada nalazimo u knjizi Rudolfa Strohala "Uz Lujzinsku cestu". Opisujući Skrad navodi da je to selo postojalo i prije gradnje Lujzinske ceste, a i prije turskih provala. Poznato je da sve do 1876. godine na području Skrada nije bilo javne škole već se mladež u čitanju, pisanju i računanju nedjeljom i blagdanima privatno poučavala. Povijesni nadnevak početka organizirane nastave u Skradu bilježi se 17. svibnja 1876. kada Visoka kraljevska vlada, odjel za bogoslužje i nastavu odobrava zahtjev vlasti Općine Skrad za otvaranje Opće pučke škole.  Prvim učiteljem imenovan je Andrija Petranovic. Nastava se održavala u privatnoj kuci. Nastavu su polazila djeca Skrada te bliže okolice, Tustog Vrha, Planine, Velikog Selca, Malog Selca i Divjaka. U prvoj školskoj godini bilo je 144 obveznika, a nastavu je pohađalo samo 74 učenika.
Nakon toga osnivaju se još dvije škole na našem području i to u Kupjaku (1884.) i u Divjakama (1886.). Mnogo kasnije 1913-1914. izgrađuje se školska zgrada u Skradu s dvije učionice i stanom za učitelja. lako se situacija, što se tiče školskog prostora poboljšava, uvjeti rada za učitelje i učenike bili su teški. Pritisnuti bremenom radne emigracije, dječaci su bili jedina muška radna snaga u kuci pa je razumljivo da je u sezoni poslova pohađanje nastave bilo neredovito.
1. svibnja 1957. prvi puta u povijesti škola u Skradu dobiva osmi razred potpune osmogodišnje škole s područnim četvero razrednim školama u Gornjoj Dobri i Divjakama.
U školskoj 1960./61. godini škola je dobila još jednu područnu školu Područnu školu Kupjak.
U prvom polugodištu 1964./65. godine škola je primila 160 učenika iz poplavljenih područja grada Zagreba te je formirano još pet odjela. zbog nedostatka školskih učionica nastava se održavala u raznim prostorijama mjesta.
Školske godine 1966./67. bilo je upisano 372 učenika 15 razrednih odjela i to 9 odjela razredne nastave i 6 predmetne nastave. U sastavu škole od 1967. do 1985. godine nalazi se odjeljenje Vojne bolnice Zagreb.
1. rujna 1971. godine zbog malog broja učenika zatvaraju se područne škole u Divjakama i Gornjoj Dobri, a učenici se prevoze u Skrad.
U povijesti škole značajan nadnevak zabilježen je 7. prosinca 1974. godine kada je počela radom predškolska ustanova s 25 polaznika, a koja radi i danas. Prva odgojiteljica ove dječje ustanove bila je Slavica Šporcic.
Skučen učionićki prostor, rad u dvije smjene, teškoće u realizaciji nastavnog programa bili su razlogom da se počelo izgradnjom nove školske zgrade mjesnim samodoprinosom građana, koji je bio raspisan 1968. godine.
U studenom 1977. godine svečano je obilježena 100. obljetnica postojanja škole useljavanjem u novu školsku zgradu sa 7 učionica, s novim namještajem i centralnim grijanjem te bogato opremljenim knjižnicom. Međutim, zbog nedostatka učioničkog prostora u novoj zgradi još uvijek koristimo prostorije i stare zgrade.
Dugogodišnji direktor škole Branko Marincel osobito se zalagao za izgradnju nove školske zgrade, opremanja škole, uređenja školskog okoliša, rada učeničke zadruge, rada skijaške sekcije.
Početkom 1990-e godine i prvih višestranačkih izbora u Republici Hrvatskoj nastale društvene promjene odrazile su se i na rad i organiziranost škole. Nakon mnogo godina uvodi se ponovo u škole u sve razredne odjele vjeronauk kao izborni predmet.
lako nismo bili direktno obuhvaćeni ratom tj. nismo bili područje prve crte bojišnice Domovinskog rata nastojali smo ublažiti tugu i bol mnogim učenicima prognanicima i izbjeglicama koji su se našli u našoj školi. Bilo ih je 88. Većina učenika smještenih u Domu kardinala Alojzija Stepinca, domu za ratnu siročad i Domu "Jelen" kao i nekih smještenih privatno bili su naši đaci od 1. rujna 1991. do 30. lipnja 1996. godine. Nakon prestanka ratnih djelovanja na području susjedne Bosne i Hercegovine, većina učenika s tog područja otišla je u svoja prebivališta ili u drugi smještaj.
Stare udžbenike slali smo nepoznatim hrvatskim učenicima u Rumunjsku i Bosnu i Hercegovinu (Sarajevo).
Kako je naše školsko područje velike udaljenosti naselja do škole Ministarstvo prosvjete i športa Republike Hrvatske financira prijevoz za učenike iz sela koja su smještena u okolici Skrada.
U Školi je organizirana prehrana za sve učenike i djecu vrtića.
Škola nema športske dvorane, ali ostali prostorni uvjeti i opća oprema škole zadovoljavaju za ostvarenje nastavnog programa.
Posebnost naše škole je velik broj učitelja putnika i rad učitelja u više škola. U školi je uposleno i sedmero zaposlenika koji svojim radom isto doprinose boljitku života i rada učenika. Nadareni učenici mogli su svoje interese ostvariti uključivanjem u izvannastavne aktivnosti literarnu grupu, pjevački i tamburaški zbor, ritmičku grupu, sviranje harmonike i sinteseizera, ekološku grupu "Zeleni vir", likovnu grupu, dodatnim radom iz matematike, kemije, zemljopisa, informatike te u školskom športskom klubu. nogometnoj, rukometnoj ili šahovskoj sekciji. Zapažen je rad članova Mladeži hrvatskog Crvenog križa.
Tijekom svog rada u ovoj školi mnogi učitelji su svojim nesebičnim zalaganjem u radu s učenicima postigli mnogo uspjeha i prezentirati školu u užem i širem zavičaju. Njihovom zaslugom za našu školu čulo se diljem naše Županije, diljem lijepe nam Hrvatske. Oni su zaslužni da su Škola i učenici primili brojna priznanja, zahvalnice i pohvalnice za sudjelovanje i uspjeh na kulturnim, športskim susretima te natjecanjima u matematičko prirodoslovnim području kao i Lidranu. Mnoga priznanja školi pridonijeli su učenici članovi tamburaškog orkestra pod vodstvom učitelja Ivana Podnara.
Škola je imala mnogo uspješnih skijaša koji su samo 1982./83. školske godine sudjelovali na osam natjecanja, osvojili 29 zlatnih, 17 srebrnih i 15 brončanih medalja. U novije vrijeme aktivni su šahisti.
Školske 1996./1997. godine počinje radom informatička radionica s par računala a danas škola ima uređenu informatičku učionicu,  računala u svakom razredu te žični i bežični internet u prostorima škole. 
Od svog osnutka 1876. godine, pa sve do današnjih dana, škola je središte svih kulturnih, sportskih i inih zbivanja u mjestu. Iz ove škole ponikle su brojne generacije obrazovanih ljudi, učitelja, profesora, pisaca, pjesnika, slikara (umjetnika), doktora, liječnika, inženjera i drugih visoko obrazovnih pojedinaca. Prva znanja stekli su u ovoj školi da bi zatim nastavili sticati znanja i zvanja u inim obrazovnim ustanovama.
OŠ Skrad ima oko 70 učenika. Stara škola je izgrađena davno, a dopuštenje za izgradnju dao je ban Ivan Mažuranić. Škola je izgorila, ali je ubrzo obnovljena i napravljena nova. U staroj školi je danas vrtić, a u novoj učenici polaze školu od prvog do osmog razreda.

## Šport
- NK Polet Skrad
- KK Polet
- KK Skrad - Osnovan je 2002. godine. Trenutno se natječe u 2. hrvatskoj kuglačkoj ligi - regija Zapad (predsjednik kluba: Anton Močan; tajnik kluba: Anton Štimac). Najveći uspjeh je osvajanje prvog mjesta u 3. Kuglačkoj ligi - regija Zapad u sezoni 2011-12.

## Vanjske poveznice
- Službene stranice Općine Skrad